# Rudolf Reisetbauer
Rudolf Reisetbauer (* 25. Februar 1901 in Linz; † 27. Juli 1963 in St. Oswald bei Freistadt) war ein österreichischer Politiker (ÖVP) und Handelskammerangestellter. Er war von 1953 bis 1962 Abgeordneter zum Österreichischen Nationalrat.
Reisetbauer besuchte die Volksschule in Linz und absolvierte danach ein Gymnasium in Linz. Er studierte in der Folge an der Universität Graz und promovierte 1928 zum Dr. rer. pol. Er arbeitete in der väterlichen Ziegelei, fand Beschäftigung in der Glasindustrie in verschiedenen europäischen Ländern wie England, Frankreich, Deutschland, Spanien, Belgien und Holland und arbeitete von 1934 bis 1938 im Außenhandel in Hamburg. Nach dem Zweiten Weltkrieg war er ab 1945 Geschäftsführer der Kammer der Gewerblichen Wirtschaft für Oberösterreich (Sektion Industrie). Reisetbauer vertrat die ÖVP vom 18. März 1953 bis zum 14. Dezember 1962 im Nationalrat.